# 钓鱼去 (电影)
《钓鱼去》（英語：Go Fish）是一部1994年由罗丝·特罗谢执导，吉娜薇·特纳主演的女同性恋题材独立电影。本片是一部开创性的、预算极低的嬉皮喜剧电影，在各个层面上都为女同性恋文化欢呼，导演崔奇和演员特纳也以此片开始了她们的电影生涯。电影于1994年的圣丹斯电影节首映，是第一部被电影发行商塞缪戈温电影公司买下的电影，其出价45万美元。《钓鱼去》于1994年6月在同性恋骄傲月期间上映，最终票房收入240万美元。本片向电影界证明了女同性恋题材电影的市场能力。

## 情节
麦克斯（Max）是芝加哥的一个年轻学生，她是女同性恋，已经有十个月没有过性经历。麦克斯和她的室友，大学教授琪亚（Kia）一天在一家咖啡厅，遇见了留着长辫的嬉皮士女生伊莉（Ely），麦克斯本不喜欢伊莉，但两人巧合之下最终成了情侣。

## 评价
《钓鱼去》在影评网站烂番茄上获得了81%的好评率。电影网站IndieWire将本片列入“史上最伟大女同性恋题材电影榜单”的第五位。